# Сінеу
Сінеу (рум. Sineu) — село у повіті Харгіта в Румунії. Входить до складу комуни Реметя.
Село розташоване на відстані 269 км на північ від Бухареста, 58 км на північний захід від М'єркуря-Чука, 138 км на схід від Клуж-Напоки, 129 км на північ від Брашова.

## Населення
За даними перепису населення 2002 року у селі проживали 62 особи, з них 61 особа (98,4%) угорців. Рідною мовою 61 особа (98,4%) назвала угорську.